# Гамбургский оперный театр
Гамбургский оперный театр — старейший общедоступный музыкальный театр в Германии, расположен в Гамбурге. Основан в 1678 году. С возникновением Гамбургского оперного театра исследователи связывают формирование национальной немецкой оперной школы.
Среди дирижеров театра были Г. Малер, Ф. Вайнгартнер, К. Бём, Э. Ансерме.

## История
Создание театра началось в 1677 году по инициативе городского самоуправления. Гамбург был городом, не затронутым Тридцатилетней войной, и местные бюргеры обладали достаточными средствами для организации собственной оперной сцены. Театр был открыт 2 января 1678 года оперой по библейским мотивам: «Адам и Ева, или человек Сотворённый, Павший и вновь Спасённый», написанной Иоганном Тайле.
В отличие от существующих оперных театров в других немецких городах Гамбургский оперный театр не был придворным, первое время труппа состояла из певцов-любителей; кроме того, театр зависел не от пристрастий двора, а от вкусов протестантского среднего класса и духовенства, что нашло отражение в его репертуаре. В первые годы существования театра ставились произведения на религиозные сюжеты. В дальнейшем круг постановок расширился до мифологических, и легендарно-исторических, бытовых, а также опер «на злобу дня».
С 1695 года музыкальным руководителем театра стал композитор и дирижёр И. З. Куссер, ранее поставивший ряд собственных опер в Брауншвейге. Куссер был лично знаком с Люлли и находился под воздействием творчества французского композитора. В Гамбурге он ввёл увертюру по образцу произведений Люлли, танцевальные фрагменты в опере и вообще постарался привить французский стиль.
В этот период в театре, среди прочих, ставятся комические оперы Георга Филиппа Телемана, произведения Генделя, Иоганна Маттезона, Райнхарда Кайзера, который впоследствии сменил Куссера на посту музыкального руководителя, а затем стал и директором театра.
С 1738 года Гамбургский оперный театр прекращает своё существование. На его сцене выступают преимущественно гастролирующие итальянские труппы.
В 1763 году деревянное здание театра оказывается окончательно разрушенным. В новом здании Городского театра, построенном в 1765—1766 годах, идут как музыкальные, так и драматические спектакли.

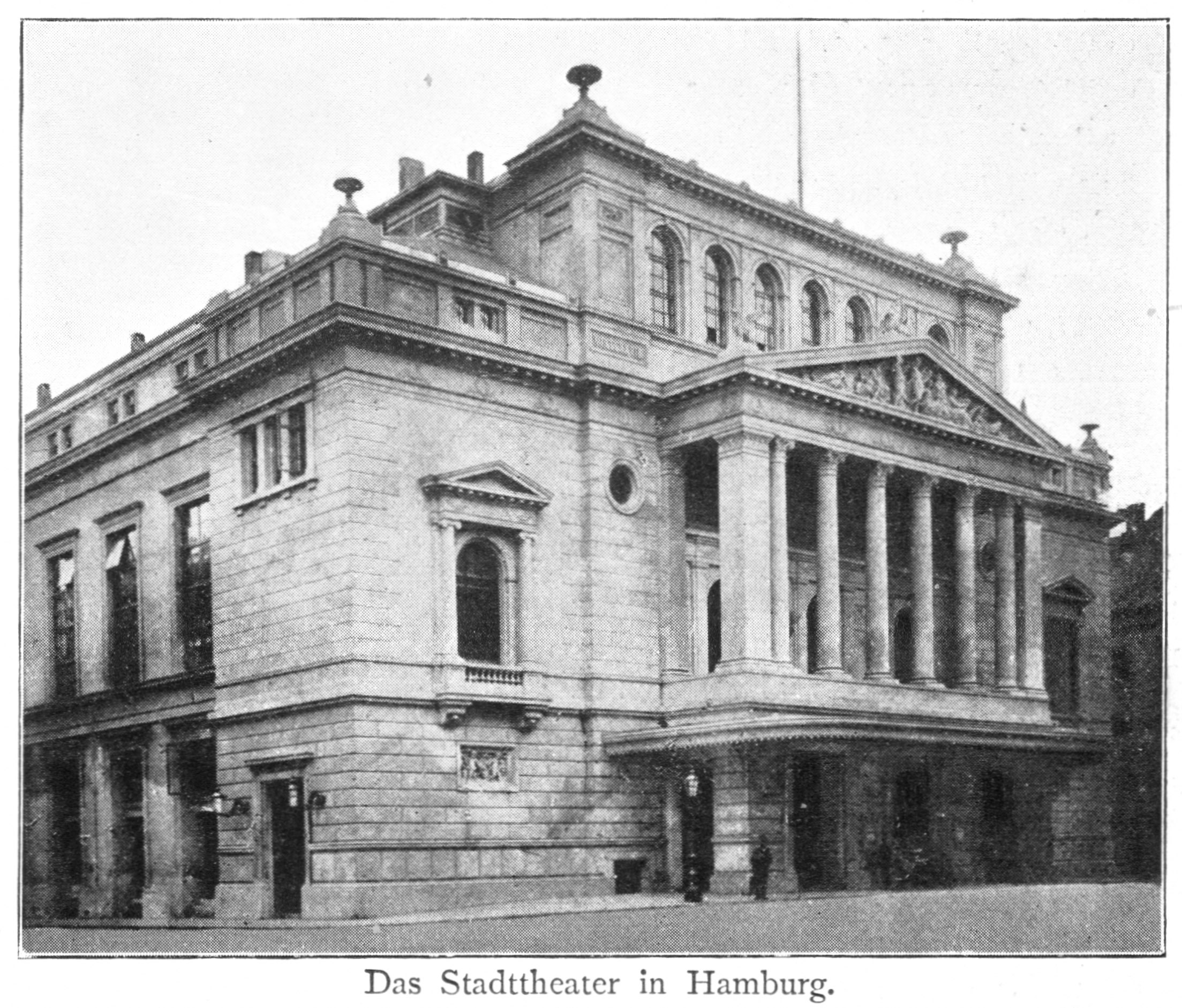
Здание театра 1827 года постройки. Фото 1890 года.

В 1827 году строится новое здание театра, которое открыто 3 мая 1827 года «Эгмонтом» Гёте. С 1891 по 1897 год руководителем оперного театра был Густав Малер.
В 1925 году гамбургский парламент (бюргершафт) даёт добро на строительство нового здания, которое сегодня выглядит практически так же.
С 1931 по 1934 год театр возглавлял Карл Бём, затем - Ойген Йохум (1934–1949), Йозеф Кайльберт (1951 - 1961). 
В ночь на 3 августа 1943 года город подвергся ковровой бомбардировке, проведённой Королевскими военно-воздушными силами Великобритании, зал театра был полностью разрушен.  В 1953 году реконструкция началась со сноса руин фасадного дома. К 1955 году по плану Герхарда Вебера был построен новый зрительный зал на 1690 мест (практически полностью соответствующий проекту 1925 года),  открытый 15 октября 1955 года оперой Моцарта Волшебная флейта.
В 2005 году завершена капитальная реконструкция здания и строительство сопутствующих служебных зданий, которые встроены в здание оперы и образуют единый комплекс.